# Varziela
Varziela est une freguesia (« paroisse civile ») du Portugal, rattachée au concelho (« municipalité ») de Felgueiras et située dans le district de Porto et la région Nord.

## Organes de la paroisse
- L'assemblée de paroisse est présidée par Carlos Alberto Teixeira Martins (groupe" PS").
- Le conseil de paroisse est présidé par Álvaro Raul Sampaio Ferreira (groupe "PS").

## Bezerreira

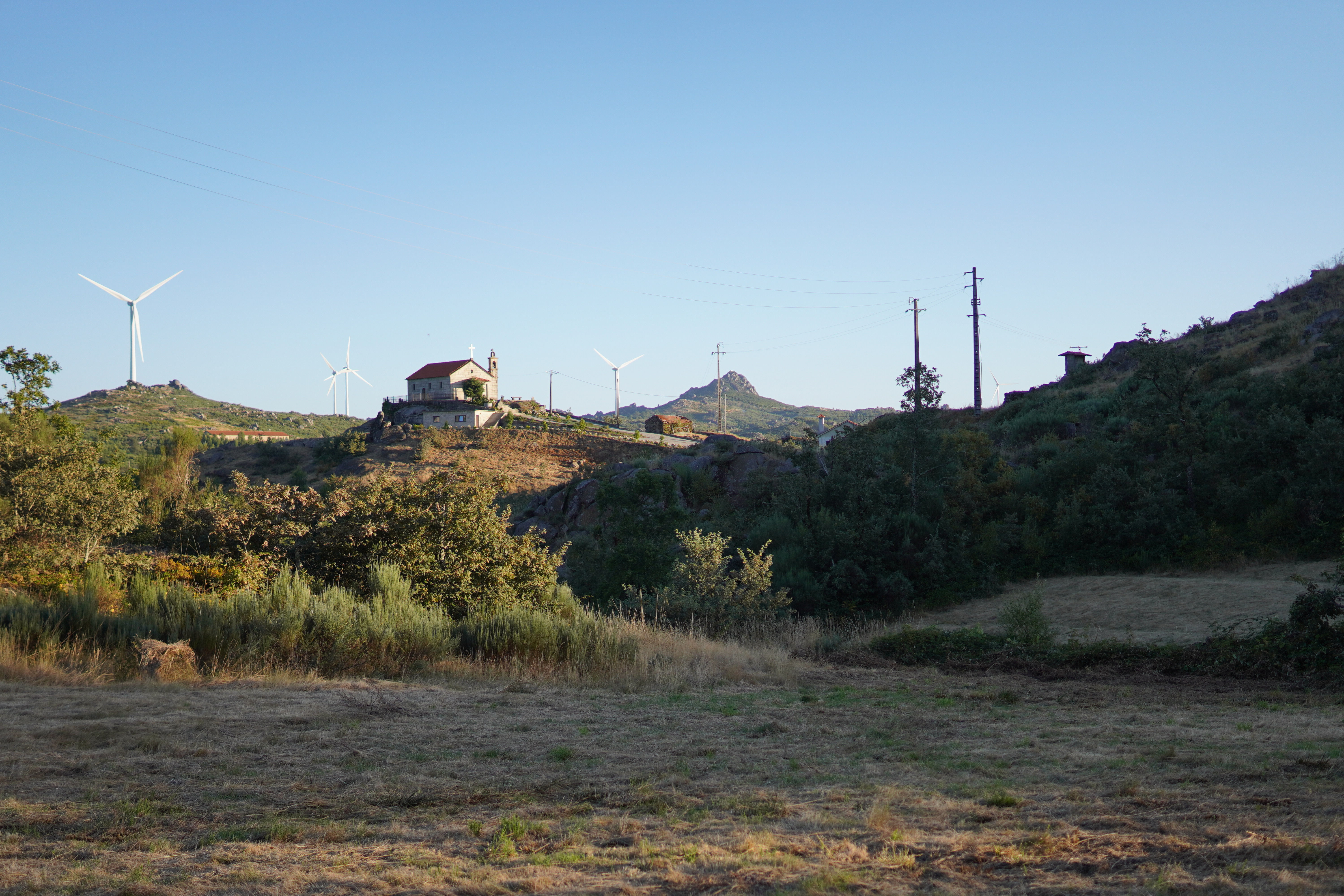
La chapelle de Bezerreira.

Bezerreira est un village situé dans la freguesia de Varzielas, dans la chaîne montagneuse de la Serra do Caramulo (en), au Portugal.

### Un village traditionnel
Bezerreira fait partie des aldeias tipicas (villages typiques) de la région Dão-Lafões, assuré par la municipalité de Oliveira de Frades. Le village est notamment connu pour ses vieilles maisons typiques en granites, ses paysages montagneux, la qualité de ses eaux (fontaines) et sa population paysanne qui maintient encore certaines traditions.

### Du tourisme dans une région encore préservée
Il est possible de séjourner dans ce village grâce à un gîte à vocation locale et respectueuse du patrimoine. Des points de vue donnent sur le Caramulinho, point culminant de la Serra do Caramulo.
De nombreuses pistes de randonnées , notamment la "Rota dos Cabeços" passant par le milieu du village, sont à la disposition des amateurs de marche en montagne, au milieu d'un paysage marqué par l'omniprésence d'énormes rochers en granite, typique de la Serra do Caramulo.

### Vie religieuse et festive

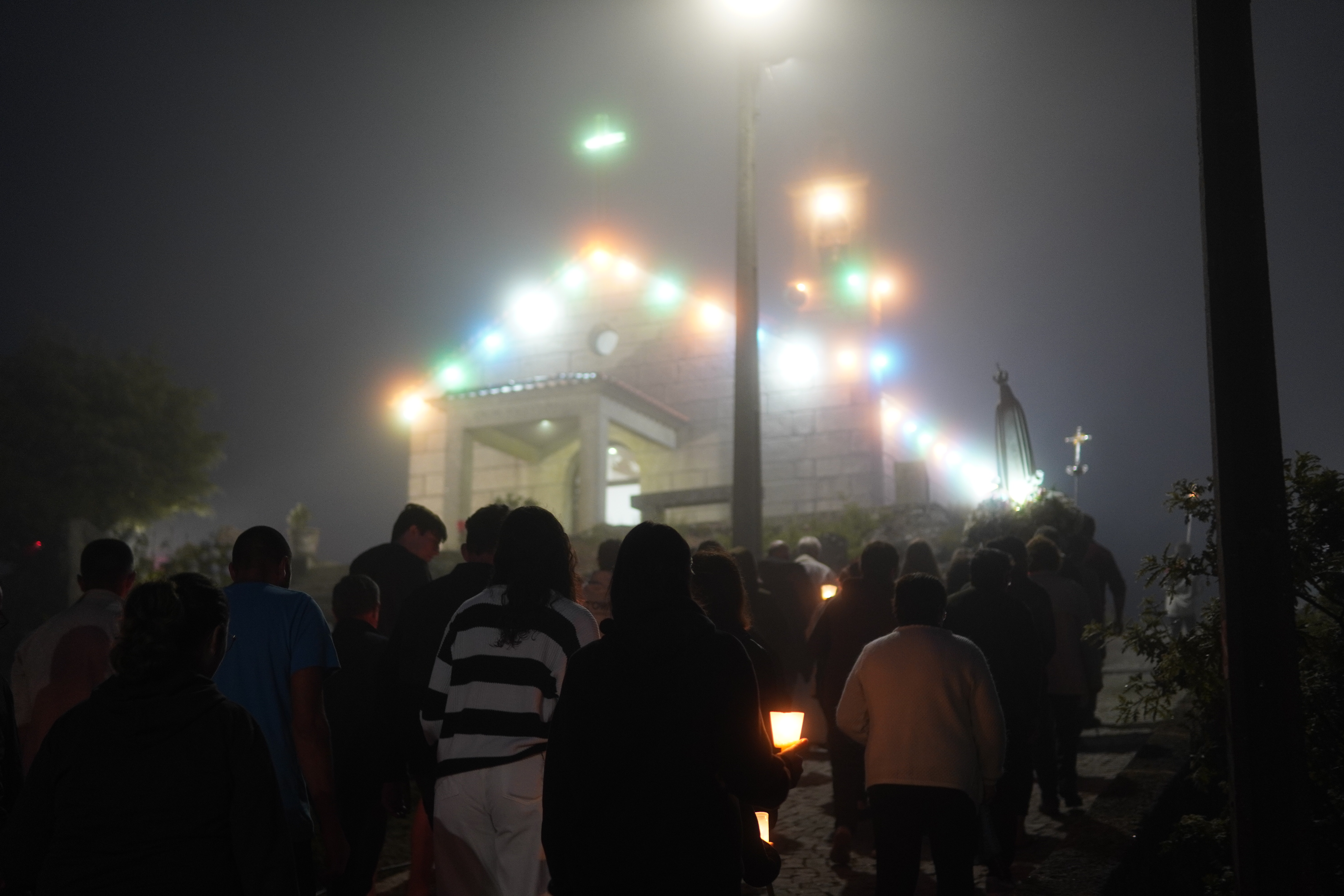
Procession des bougies le vendredi soir.

Tous les ans, le village de Bezerreira organise sa fête patronale en l'honneur de Notre-Dame de Fátima les derniers week-ends de juillet.
La fête commence par la procession des bougies, coutume venue du sanctuaire de Fatima et fait le tour du village.

### Administration et population
Malgré une proximité avec la mairie de Tondela, le village de Bezerreira, étant rattaché à la Freguesia de Varzielas (pt), fait partie de la mairie d'Oliveira de Frades. Bezerreira a fait partie de l'ancienne municipalité de São João do Monte, supprimée le 24 octobre 1855, date à laquelle elle est devenue une partie de la municipalité d'Oliveira de Frades. Il englobe les hameaux de Bezerreira, Monte Teso et Varzielas.